# 愛代さやか
愛代 さやか（あいしろ さやか、1993年11月6日 - ）は、日本の元AV女優。バンビプロモーション所属。

## 略歴・人物
趣味・特技は、カラオケ、ダンス、お菓子作り。
2012年にAVデビュー。小柄で巨乳なロリ系のAV女優である。
2016年12月31日をもってAVを引退。

## 出演作品

### アダルトDVD

#### 2012年
- 絶対パイパン主義! 1（8月21日、フルセイル）
- 怖くて声も出せないウブ娘バス痴漢（9月1日、DOC）他出演:朝日りか、和希さやか、紡木かよ
- 温泉旅館の廊下で酔ったフリして寝ている僕を介抱しに来た美人仲居さんに、堂々と勃起チ○ポを見せつけ!!完全スルーされるかと思いきや人気のない所に運ばれムラムラしちゃった仲居さん自らまたがって腰を振ってきた!（10月6日、Hunter）他出演:荒木ありさ、前田ちえ、北川エリカ、長谷川ゆり ほか
- 無毛と発育おっぱい さびしんぼ さ・や・か（10月7日、色眼鏡）
- 思春期女子のカラダ（10月15日、ザック）
- 職場に響く愛液とマシーンの音 自分からバイブにまたがる欲求不満OL 3（10月18日、サディスティックヴィレッジ）他出演:美月、鈴木鈴、宇江希ともえ、谷田めぐ
- 羞恥 新入生発育健康診断 2 〜秋の第二次性徴検診〜（10月18日、サディスティックヴィレッジ）共演:和希さやか、蒼乃ミク、池田夏海
- メイド in prin（10月19日、みるきぃぷりん♪）
- 乳デカ制服少女強姦中出し 拘束軟禁失禁無毛ワレメに集団異物挿入（10月19日、姦乱者）
- 完全ガチ交渉! 街で噂の、ウブな看板娘を狙え! Volume 14（10月20日、プレステージ）他出演:友利ルナ、香島りょう、池内みわ、池田夏海
- 中出し淫行 06（10月20日、フルセイル）
- 出会い系で見つけた少女 ロリ巨乳着せ替え中出し パイパン・さや（11月1日、胸キュン喫茶）
- つるつるワレメとふっくらボイン。 「秘密の撮影会」 さやか148cm（11月1日、ミニマム）
- 出会い系で見つけた少女 ロリ巨乳着せ替え中出し（11月1日、胸キュン喫茶）
- 危険な健康ランド 3（11月8日、アイエナジー）他出演:長谷川ゆり、前田ちえ
- 女子◯学生が興味半分で逆痴漢してきた! 最初はちょっとしたイタズラのつもりが、むくむくと勃起していくチ◯ポにだんだんと発情し……。（11月8日、GARCON）共演:ありさ ほか
- ウブちらGET 街角素人っ娘にパンチラ見せてとリアル軟派! 8（11月10日、ホットエンターテイメント）他出演:南梨央奈、長谷川しずく、浅川サラ、沢田あいり、鈴木鈴 ほか
- みるきぃHi-スクール パイパン少女M調教（11月13日、みるきぃぷりん♪）
- ガールズ♥ガールズ つるまんロリ巨乳（11月16日、チェリーズ）共演:新名あかり
- 橋田貴光のAV女優ガチ撮り個人撮影 19 悪用禁止!! 言葉でイキまくる究極洗脳トランスSEX 『中学時代に教師からザーメン処理育成された身長148cm巨乳パイパン美少女』（12月1日、メディア総販ソレイル）
- 小さい女の子12人の未公開フェラ3。 変態たちの秘蔵コレクション4時間。（12月1日、ミニマム）他出演:恋沢りお、このは、立花くるみ、小枝ゆづ希、葵野まりん、小林るな、月嶋ありす、椎名みゆ、初芽里奈 ほか
- ○学生対抗 スクール水着キャットファイト選手権!!（12月6日、GARCON）共演:森本亜子、恋沢りお、渡麻穂、神谷あやの、ありさ、蒼乃ミク、七色さやか
- ○○・売・春・○学生中出しソープ 危険日限定出勤 ○○○的中率80%（12月6日、V&Rプロダクツ）共演:初芽里奈、木村つな
- ロリコン過ぎるレズピアノ講師に媚薬を飲まされ女でしかイケない身体にさせられた○学生（12月6日、V&Rプロダクツ）他出演:朝桐光、前田ちえ、つくし ほか
- ここまでなっても地獄突き（12月7日、NON）
- ロリ専科 キミだけに語りかけ! ロリっ娘20人! オマ●コぴちゃぴちゃ指入れ自画撮りオナニー 4時間DX vol.03（12月21日、GLAY'z）他出演:平子知歌、水嶋あい、みなみ瀬奈、立花くるみ、森野ひなの、みづなれい、飯田あかり、片瀬沙里菜、中西琴音、葵なつ、双葉みか、宮地由梨香、友田彩也香、椎名みゆ、成嶋このみ、こずえまき、春宮ひなの、高橋れな、桜井るる
- 幼女の妊娠で発覚! 山間部の分校で本当にあった怪奇的乱交事件 山陰地方・島●県 ●●村発（12月21日、青空ソフト）共演:芹沢つむぎ ほか
- 自分が帰った後にもっと楽しい事があるかもしれない。。（12月28日、バルタン）
- フィストレイプファック パイパン拳ガンガンピストン（12月28日、First Star）

#### 2013年
- 巨乳いもうと中出し 14（1月15日、ケー・トライブ）
- ももいろ萌騎乗!! 超美少女コスプレ騎乗セックス（1月18日、SEX Agent）他出演:武井麻希、源すず、宮地由梨香、平子知歌、沢田あいり、今井ひろの、光宗ひかり、鮎川千里、海宝美羽、さとう遥希、梨愛、栗原ゆんみ、ことりりあ、琥珀うた、小林みちる、羽生美音、小林麻里
- 娘が超どストライク! だから嫁にバレないよう、かつ自然に娘とヤリたい!さらに娘の方から私とヤリたがって、バレた時の責任を軽くしたいので、とりあえず娘に勃起したチ○ポを見せつけたら…。 4（1月24日、Hunter）他出演:愛内希、松下ひかり、前田ちえ、長谷川ゆり ほか
- 指ズボッ!即ズボッ! ズボッ娘素人 巨乳感度チェック面接（1月25日、チェリーズ）他出演:佐藤愛、meru、新山かえで、中野ゆり、新名あかり
- 少女マニア倶楽部 近所の子●を誘拐（2月1日、GLAY'z）
- 優等生 【メガネっ娘】 完全調教（2月1日、中嶋興業）
- アナルはもう一つのマ●コだと教えられる。初アナル さやか 148cm（無毛）（2月1日、ミニマム）
- 「彼が側にいるのに…」 ロリ性感オイルマッサージ（2月1日、変態紳士倶楽部）他出演:芹沢つむぎ、板野有紀 ほか
- 「間違えたフリして女子校通学バスに乗り込んで生でヤられた」 ナチュラルハイVer.（2月7日、ナチュラルハイ）共演:木村つな、篠田彩音、若菜亜衣、宇佐美なな ほか
- めいっ子倶楽部 #3（2月15日、ケー・トライブ）
- おいしいフェラチオ 〜悩殺コスプレフェラ　口内射精、ごっくんを添えて〜（2月15日、SEX Agent）他出演:さとう遥希、希咲エマ、春原未来、宮地由梨香、葵野まりん、相葉レイカ、星野来夢、みことりりあ、大崎美佳、さくら悠、姫咲るい、知世奏
- PureMoeMix 14（2月15日、日本コンテンツ流通）
- おしゃぶりごっくん女子校生 ドMパイパン少女ザーメン調教（2月19日、みるきぃぷりん♪）
- 美巨乳パイパンもてあそびレズビアン（2月19日、アンナと花子）共演:川上ゆう
- 肉壷（俺専用） 新体操部 さやか（2月26日、ラマ）
- 毛の無い少女に中出し 4（3月15日、ケー・トライブ）
- 強制的じゃないセルフイラマチオ 〜ディープスロートにドンハマリする女たち〜（3月15日、SEX Agent）他出演:さとう遥希、長澤あずさ、相葉レイカ、知世奏、Sumire、栗原ゆん
- 近所のムチムチ10代にないしょのいたずら（3月19日、ブロッコリー）他出演:なっちゃん
- 生中痴漢 6（3月23日、ナチュラルハイ）他出演:若菜亜衣、宇佐美なな、岩佐あゆみ、香椎みなみ
- 派遣メイド家政婦さんにイヤらしい事いっぱいさせました!（3月25日、サムシング）
- 公然体罰 4（4月1日、中嶋興業）
- 最近、処女を捨てた小さな娘のマシュマロオッパイとパイパンマ○コを独占する為に俺がとった親として決して許されない行為を収めた映像集 1（4月5日、中嶋興業）
- 屋外露出調教で性に芽生える パイパンロリータ 愛代さやか（4月5日、ヤブサメ）
- 発禁 妹夜這い中出しレイプ盗撮（4月19日、GLAY'z）他出演:大槻ひびき ほか
- 手コフェラ倶楽部（4月19日、SEX Agent）他出演:さとう遥希、春原未来、山本美和子、相葉レイカ、新田麻里、Sumire
- 四六時中クンニリングス 01（4月20日、プールクラブ・エンタテインメント）他出演:北条麻妃、塚本アンナ、ありさ、大城かえで
- 極限2穴痴漢 スペシャル 2 毎朝、バスで見かける可愛い女子校生2人組をW2穴同時中出し（4月25日、ナチュラルハイ）他出演:ありさ ほか
- 母娘アナル玩具（5月1日、中嶋興業）共演:晴華れい
- 病院のトイレで用を足してもおさまらない患者の勃起チ●ポを見た、今どきのナースは…（5月1日、ACE KILLER）他出演:眞木あずさ、新山かえで、芹沢つむぎ
- 地方都市のセクキャバは無法地帯!? キャバ嬢がお股をひらいて簡単にヤラしてくれる店（5月1日、ACE KILLER）共演:新山かえで
- 素人援交生中出し 157（5月15日、プラム）
- 地味子は隠れ巨乳 25（5月15日、ケー・トライブ）
- 初百合天然少女ドキュメント VOLUME.02（5月17日、Lily）共演:大桃りさ
- 聖水学園48 メガネ女子校生のおしっこ 清楚で真面目な優等生48人+おまけの1人のいろんな放尿（5月20日、レイディックス）他出演:朝倉ことみ、友田彩也香、みづなれい、桜瀬奈、大城かえで、京野結衣、瞳りん、中野ありさ、岩佐あゆみ、前田陽菜、青山はるき、晴華れい、甲斐ミハル、牧野絵里、沙藤ユリ、優木あおい、河合千里、宮崎由麻、美幸ありす、椎名ちさと、結菜さほ ほか
- 脳内媚薬 〜キノコを喰わされて、笑い!泣き!叫び!漏らし!絶頂イキ中毒〜（5月23日、ナチュラルハイ）共演:さとう遥希、夏目優希、友田彩也香、上原亜衣、宇佐美なな、木村つな、松下ひかり
- お留守番中の日焼け3姉妹におねだりされて“精子が空っぽになるまで”4連続セックス（5月23日、ナチュラルハイ）共演:南梨央奈、茉莉もも
- 大宮から家出してきた神待ち少女（5月30日、JUMP）
- 最近色っぽくなってきた妹を媚薬の実験台にしてイタズラしたら思いのほか効き過ぎて逆に襲われた…!（6月1日、ACE KILLER）他出演:眞木あずさ、京野結衣、西野花梨
- 「無料マッサージのモニターをお願いします」と声をかけて、ひたすら性感帯を刺激しつつ、パンティに染みができたらその流れで中出しSEXまでヤっちゃう作戦のナンパです。（6月1日、ACE KILLER）他出演:澤村レイコ、川上ゆう、妃乃ひかり、西野花梨、高橋美緒、東城佳苗 ほか
- 新ロリ性感オイルマッサージ（6月15日、LOTUS）
- 敗戦国の女 3 落城家畜姫 肛門産卵くいこみ乳虐刑（6月16日、シネマジック）
- 露出開花 幼稚な顔してボインな女 特技…潮吹きとイッた時の白目（6月20日、プールクラブ・エンタテインメント）
- ドラム缶風呂にスクール水着で入る姪っ子の湯上がりパイパンを見て我慢できずに野外セックス（6月20日、ナチュラルハイ）他出演:ありさ ほか
- 教え子パイパン奴隷（8月10日、MARRION）
- 200年後の地球では当たり前！お仕事中にいつでも手軽に性欲処理ができる！！ボクだけのメス奴隷ペット（9月19日、ATOM）共演:愛花沙也、斉木ゆあ、河西真琴、京野結衣、半沢美織
- ロリ専科 美少女愛好家の生ハメ中出しパイパン調教 美少女愛玩具 さやか1●才149センチ（10月4日、 グレイズ）
- 衝撃スクープ撮！両手骨折している若い入院患者の朝の検温時に朝立ちフル勃起チンポを目撃した年上お姉さん看護婦は興奮し欲情する。（10月13日、カルマ）他出演:安達まどか、中居ちはる、南のりか、秋月夕奈、大桃りさ ほか
- 真正中出し！！断れないロリ娘　さやか（10月13日、ネイビー）
- 制服中出し強姦。（11月22日、MAD）他出演:彩城ゆりな、生駒はるな
- アナル性感レズビアンクリニック Vol.1（11月25日、AVS collector’s）共演:加納綾子、桜瀬奈、牧野絵里
- 月刊 パンティストッキング通信 vol.12（11月25日、AVS collector’s）共演:加納綾子、桜瀬奈、牧瀬絵里